# Erich Heckel
Erich Heckel (31. července 1883 v Döbelnu – 27. ledna 1970 v Radolfzellu) byl německý expresionistický malíř a grafik. Byl jedním ze čtyř zakládajících členů umělecké skupiny Die Brücke.
V rámci skupiny se staral především o nábor nových členů. S dalším členem Karlem Schmidt-Rottluffem se setkal již za gymnaziálních let v Chemnitzu. Za nacismu bylo jeho dílo označeno za zvrhlé. Po druhé světové válce se přestěhoval k Bodamskému jezeru, vyučoval na akademii v Karlsruhe. Tvořil až do své smrti.
Jeho malířské dílo bylo oproti zbytku expresionistů z Die Brücke poněkud jemnější. Z jeho grafického díla je známo 465 dřevořezů, 375 leptů a 400 litografií.